# Kenneth Gangnes
Kenneth Gangnes (* 15. května 1989) je norský skokan na lyžích. Debutoval ve Světovém Poháru v březnu 2008 v Lillehammeru a svůj první závod Světového poháru vyhrál 6. prosince 2015 v Lysgårdsbakkenu.

## Světový pohár

### Pořadí
| Sezóna  | Celkově | 4H | SF | RA  | NT  |
| ------- | ------- | -- | -- | --- | --- |
| 2007/08 | –       | –  | –  | N/A | 50  |
| 2008/09 | –       | –  | –  | N/A | –   |
| 2009/10 | 90      | 61 | –  | N/A | –   |
| 2010/11 | 78      | –  | –  | N/A | N/A |
| 2011/12 | 43      | 45 | 32 | N/A | N/A |
| 2014/15 | 41      | –  | 19 | N/A | N/A |
| 2015/16 | 3       | 4  | 4  | N/A | N/A |
| 2016/17 | N/A     |    |    |     |     |

### Vítězství
| Číslo | Sezóna  | Datum            | Umístění    | Můstek               | Velikost |
| ----- | ------- | ---------------- | ----------- | -------------------- | -------- |
| 1     | 2015/16 | 6. prosince 2015 | Lillehammer | Lysgårdsbakken HS100 | NH       |